# نص واضح
في علم التعمية، النص الواضح هو نص المعلومات التي يريد المرسل إرسالها إلى المستقبل قبل عملية التعمية. للنص الواضح دلالة واستخدام خاص في خوارزميات التعمية.

## نظرة عامة
قبل عصر الحاسوب كان النص الواضح يدل على نص الرسالة التي يراد تعميتها بالغة التي يريد الطرفين التواصل بها. أما في عصر الحاسوب تم تمديد معنى النص الواضح ليدل على:
- الرسائل (مثل الرسالة الألكترونية)
- الوثائق مثل الوثائق النصية أو الجداول الحسابية
- ملفات الصوت أو الفيديو كالصور الرقمية
- ملفات تحتوي ملفات أخرى مثل المجلدات المضغوطة
- المعلومات البنكية مثل أرقام الحسابات
- بيانات من الحساسات الألكترونية
- أي بينات يريد المستخدم حمايتها

الكثير من هذه البيانات ليست لها معى مباشر للإنسان لانها مستهدفة لأستهلاك الحاسوب. على الرغم من أن التعريف الأصلى يدل على أن الرسالة يمكن قرائتها مباشرة, فإن المعنى الحديث ينوه إلى إمكانية قرائة البيانات باستخدام الحاسوب.
تعتبر أي معلومات يريد الطرفان إبقائها سرا بينهما نص واضح في لغة علم التعمية. لذلك يعتبر النص الواضح هو البيانات قبل أن يتم أستهلاكها من قبل خوارزمية التعمية و ليس من الضرورة أن يكون نص بالمعنى الحرفي.